# Conan O'Brien
Conan Christopher O'Brien (Brookline, 18 april 1963) is een Amerikaans presentator van Ierse afkomst. Hij presenteerde Late Night with Conan O'Brien van 1993 tot 2009 en vervolgens tot 2010 The Tonight Show with Conan O'Brien op NBC. Op 8 november 2010 debuteerde zijn huidige praatprogramma Conan, dat op de Amerikaanse kabelzender TBS te volgen is.
O'Brien is getrouwd en heeft twee kinderen.

## Biografie

### Vroege jaren
Conan O'Brien studeerde aan Harvard, en schreef in zijn studententijd voor de Harvard Lampoon, een komedieblad. Ook was hij tweemaal de hoofdredacteur. Hij slaagde magna cum laude in 1985 en behaalde een BA in Amerikaanse geschiedenis.

### Televisiecarrière
Na zijn studie verhuisde hij naar Los Angeles, en schreef gedurende twee jaar voor het televisieprogramma Not Necessarily the News dat op HBO te zien was. Na het maken van de televisieserie Wilton North dat maar een kort leven beschoren was ging hij in 1988 voor Saturday Night Live werken, waarvoor hij sketches schreef. O'Brien verscheen af en toe voor de camera als nevenpersonage in de sketches. In 1989 ontvingen de schrijvers voor het programma een Emmy Award voor Outstanding Writing in a Comedy or Variety Series.
Daarnaast schreef O'Brien tussen 1991 en 1993 een aantal afleveringen voor The Simpsons. Hij beschouwt de aflevering "Marge VS. the Monorail" als zijn beste prestatie.

### Late Night with Conan O'Brien
Op 25 april 1993 werd O'Brien gekozen als opvolger van David Letterman als presentator van de Late Night Show, met Andy Richter als zijn sidekick.
In het eerste jaar probeerde Letterman hem te steunen en hij verscheen als een van zijn eerste gasten. Ook "leende" hij zijn stand-by-publiek aan O'Brien als diens studio niet vol was. Ook was O'Brien te gast in Lettermans Late Show. Toen jaren later NBC aankondigde dat O'Brien The Tonight Show zou overnemen van Jay Leno werd hij door Letterman in de Late Show gefeliciteerd. 
In 1996/1997 was zijn eigen stijl zover ontwikkeld dat zijn aantal fans groeide, met name onder studenten maar ook onder zijn collegae. O'Brien zou tijdens zijn 10-jarig jubileum hieraan refereren: Mr. T komt op het podium om hem een grote gouden ketting te geven met daaraan een enorme "7". Als Conan protesteert, en zegt dat hij al 10 jaar op buis is krijgt hij van Mr. T het antwoord; "I know that, fool... but you've only been funny for seven!" (Dat weet ik, mafkees... maar je bent pas 7 jaar grappig!)
Na dit keerpunt werden het programma en het schrijversteam dikwijls genomineerd voor een Emmy, alhoewel ze er (tot 2006) nooit één wonnen.
De vaste band van het programma was The Max Weinberg 7, met drummer Max Weinberg.

### The Tonight Show
In juni 2009 volgde O'Brien Jay Leno op als presentator van The Tonight Show, waarvoor hij van New York naar Los Angeles verhuisde. In januari 2010 nam Leno het programma opnieuw over.

### Conan
Sinds november 2010 presenteert O'Brien het praatprogramma Conan op het televisiekanaal TBS. Op 17 november 2020 maakte O'Brien bekend dat hij in juni 2021 gaat stoppen met zijn praatprogramma Conan en verder zal gaan met een andere show op het streaming platform HBO Max.

### Podcast
Sinds november 2018 presenteert O'Brien zijn eigen podcast genaamd: Conan O'Brien Needs a Friend. Dit doet hij samen met zijn assistente Sona Movsesian en producer Matt Gourley. In de podcast nodigt hij elke week een celebrity uit om vrienden met hem te worden.

## Stijl
Zijn spontane stijl omvat veel zelfspot, mime, toneel en het gebruik van "ongemakkelijke stiltes", zoals hij het zelf graag omschrijft. Hij doet ook imitaties van beroemdheden die zijn gevoel voor humor onderstrepen.